# XIV Copa de España (football americano)
La XIV Copa de España è stata la 13ª edizione della coppa nazionale di football americano, organizzata dalla AEFA.

## Squadre partecipanti
| Club                   | Città                     | Stadio | Sponsor ufficiale | Risultato nella stagione 2008 |
| ---------------------- | ------------------------- | ------ | ----------------- | ----------------------------- |
| Badalona Dracs         | Badalona                  |        |                   |                               |
| Barcelona Búfals       | Barcellona                |        |                   |                               |
| Las Rozas Black Demons | Las Rozas de Madrid       |        |                   |                               |
| L'Hospitalet Pioners   | L'Hospitalet de Llobregat |        |                   |                               |
| Osos de Rivas          | Rivas-Vaciamadrid         |        |                   |                               |
| Valencia Firebats      | Valencia                  |        |                   |                               |

## Tabellone
|  | Wild Card              | Wild Card              | Wild Card            |                   |               | Semifinali    | Semifinali    | Semifinali |  |  | XIV Finale | XIV Finale | XIV Finale |  |
|  |                        |                        |                      |                   |               |               |               |            |  |  |            |            |            |  |
|  |                        |                        |                      |                   |               | Osos de Rivas | Osos de Rivas | 21         |  |  |            |            |            |  |
|  |                        |                        |                      |                   |               | Osos de Rivas | Osos de Rivas | 21         |  |  |            |            |            |  |
|  |                        |                        | Valencia Firebats    | Valencia Firebats | 20            |               |               |            |  |  |            |            |            |  |
|  | Osos de Rivas          | Osos de Rivas          | Valencia Firebats    | Valencia Firebats | 20            | 34            |               |            |  |  |            |            |            |  |
|  | Osos de Rivas          | Osos de Rivas          |                      |                   |               |               |               |            |  |  |            |            |            |  |
|  | Las Rozas Black Demons | Las Rozas Black Demons | 7                    |                   |               |               |               |            |  |  |            |            |            |  |
|  | Las Rozas Black Demons | Las Rozas Black Demons | 7                    |                   | Osos de Rivas | Osos de Rivas | 7             |            |  |  |            |            |            |  |
|  |                        |                        |                      |                   |               |               |               |            |  |  |            |            |            |  |
|  |                        |                        | Badalona Dracs       | Badalona Dracs    | 0             |               |               |            |  |  |            |            |            |  |
|  |                        |                        |                      | Badalona Dracs    | 0             |               |               |            |  |  |            |            |            |  |
|  |                        |                        |                      |                   |               |               |               |            |  |  |            |            |            |  |
|  |                        |                        |                      |                   |               |               |               |            |  |  |            |            |            |  |
|  |                        | L'Hospitalet Pioners   | L'Hospitalet Pioners | 7                 |               |               |               |            |  |  |            |            |            |  |
|  |                        |                        |                      | 7                 |               |               |               |            |  |  |            |            |            |  |
|  |                        |                        | Badalona Dracs       | Badalona Dracs    | 9             |               |               |            |  |  |            |            |            |  |
|  | Barcelona Búfals       | Barcelona Búfals       | Badalona Dracs       | Badalona Dracs    | 9             | 7             |               |            |  |  |            |            |            |  |
|  | Barcelona Búfals       | Barcelona Búfals       |                      |                   |               |               |               |            |  |  |            |            |            |  |
|  | Badalona Dracs         | Badalona Dracs         | 10                   |                   |               |               |               |            |  |  |            |            |            |  |

## Wild Card
| 21 dicembre 2008 | Osos de Rivas | 34 – 7 | Las Rozas Black Demons |  |

| 21 dicembre 2008 | Barcelona Búfals | 7 – 10 | Badalona Dracs |  |

## Semifinali
| 10 gennaio 2009 | Osos de Rivas | 21 – 20 | Valencia Firebats |  |

| 10 gennaio 2009 | L'Hospitalet Pioners | 7 – 9 | Badalona Dracs |  |

## Finale
| Rivas-Vaciamadrid 7 febbraio 2009, ore 15:00 | Osos de Rivas | 7 – 0 | Badalona Dracs | Polideportivo Cerro del Telégrafo |

## Verdetti
- Osos de Rivas Vincitori della XIV Copa de España